# اليوم الذي ولدت فيه
اليوم الذي وُلِدْتُ فيه (باليابانية: ぼくの生まれた日) فلم أنمي ياباني قصير صدر في 9 مارس 2002 في اليابان، الفيلم مقتبس من مانغا دورايمون.

## الشخصيات
- دورايمون

مؤدي الصوت: نوبويو أوياما.
- نوبيتا

مؤدي الصوت: نوريكو اوهارا.
- أم نوبيتا

مؤدي الصوت: ساتشيكو تشجيماتسو.

## روابط أضافية
- الموقع الرسمي
- اليوم الذي ولدت فيه على موقع IMDb (الإنجليزية)
- اليوم الذي ولدت فيه على موقع قاعدة بيانات الفيلم (الإنجليزية)
- اليوم الذي ولدت فيه على موقع ليتربوكسد (الإنجليزية)
- اليوم الذي ولدت فيه على موقع ANN anime (الإنجليزية)